# Колак, Руди
Руди Колак (сербохорв. Rudi Kolak, 4 ноября 1918, Горный Рыбник, близ Бани-Луки, королевство сербов, хорватов и словенцев  — 22 декабря 2004, Белград, Сербия и Черногория) — югославский боснийский государственный деятель, председатель Исполнительного веча Боснии и Герцеговины (1965—1967).

## Биография
Окончил юридический факультет Белградского университета. Член КПЮ с 1940 г.
Был членом местного комитета коммунистической партии в Баня-Луке, был осужден за революционную деятельность. С 1941 г. — участник Народно-освободительной войны. В послевоенное время был членом правительства Боснии и Герцеговины.
- 1965—1967 гг. — председатель Исполнительного веча Боснии и Герцеговины,
- 1967—1969 гг. — заместитель председателя Союзного исполнительного веча Югославии,

На пятом пленуме ЦК СКЮ избирался членом Президиума ЦК СКЮ.
В 1986—1987 гг. — председатель Союзного комитета Союза объединений ветеранов национально-освободительной войны Югославии.